# Alsólapugy
Alsólapugy (románul: Lăpugiu de Jos), település Romániában, Erdélyben, Hunyad megyében.

## Fekvése
Marosillyétől, Jófőtől délnyugatra, Gerend és Kiskossó közt fekvő település.

## Története
Alsólapugy nevét 1439-ben említette először oklevél Lapugh néven. 1491-ben p. Lapwg, Alsolapug, 1506-ban Lapogh, 1601-ben Also Lapugy, 1733-ban Alsó-Lápos, 1750-ben Also-Lapuds, 1808-ban Lapugy (Alsó), Unter-Lappendorf, Lapusul de Szusz (Zsoz), 1861-ben Al-Lapágy néven írták.
1439-ben birtokosa Lapugyi Balán volt, 1506-ban pedig Lapogyi Bár György és a Jófő vidéki nemesek birtoka volt. 1526-ban p. Lapwg superior et inferior, Déva vár tartozéka, Jófő város birtoka volt.
1910-ben 340 lakosából 6 magyar, 332 román volt. Ebből 334 görögkeleti ortodox, 6 izraelita volt. A trianoni békeszerződés előtt Hunyad vármegye Marosillyei járásához tartozott.

## Régi térképek Alsópalugyról

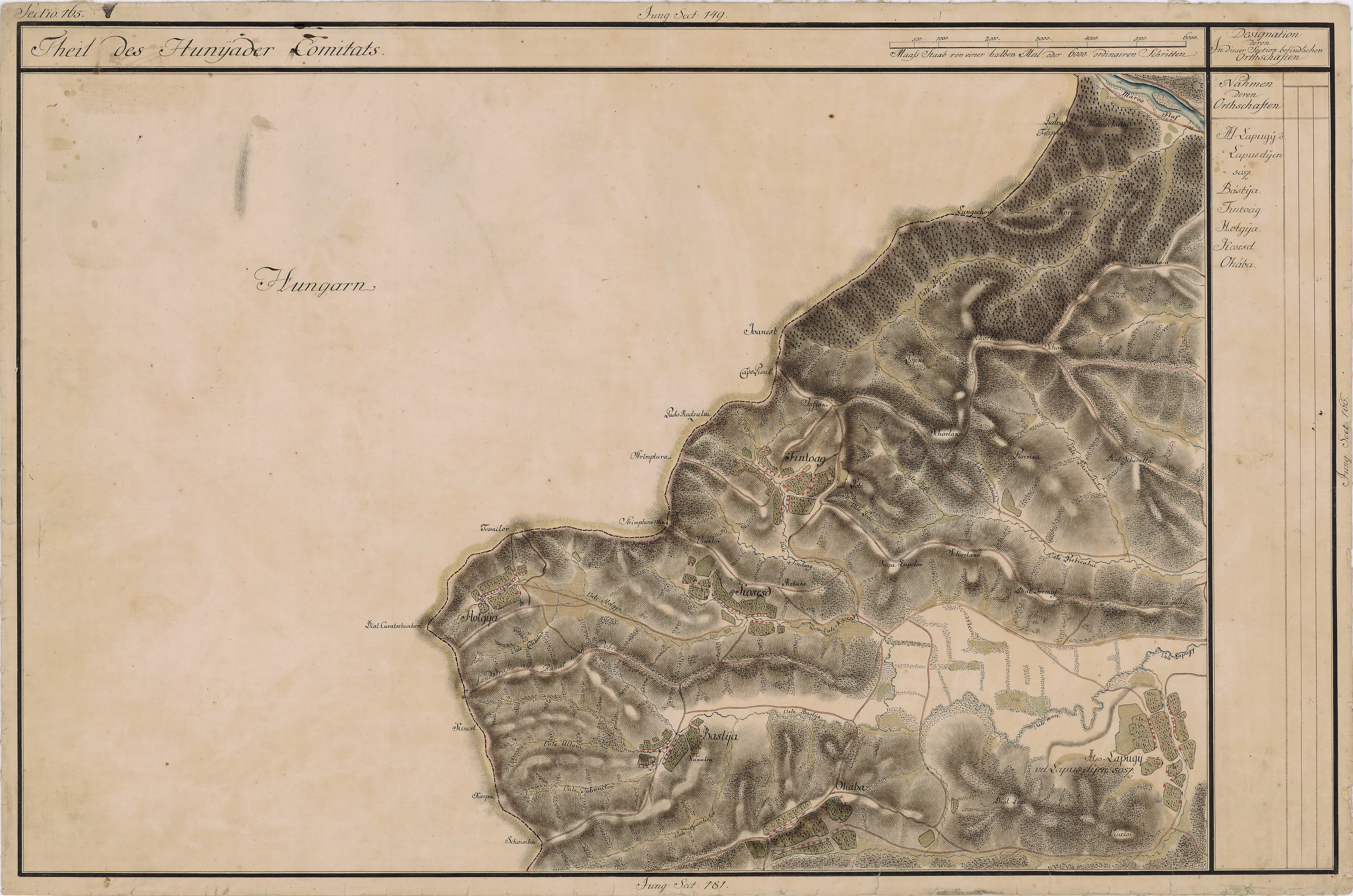
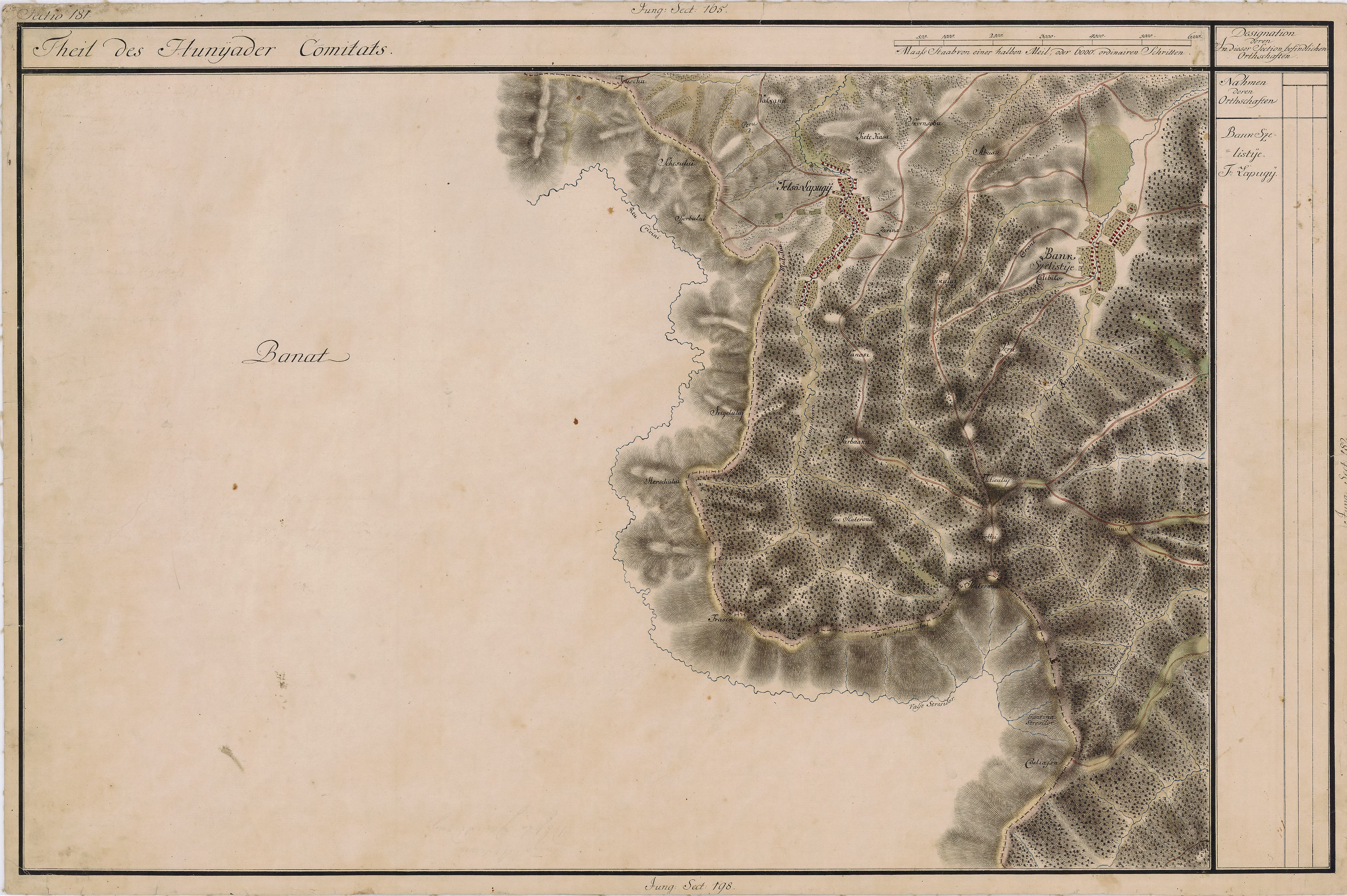
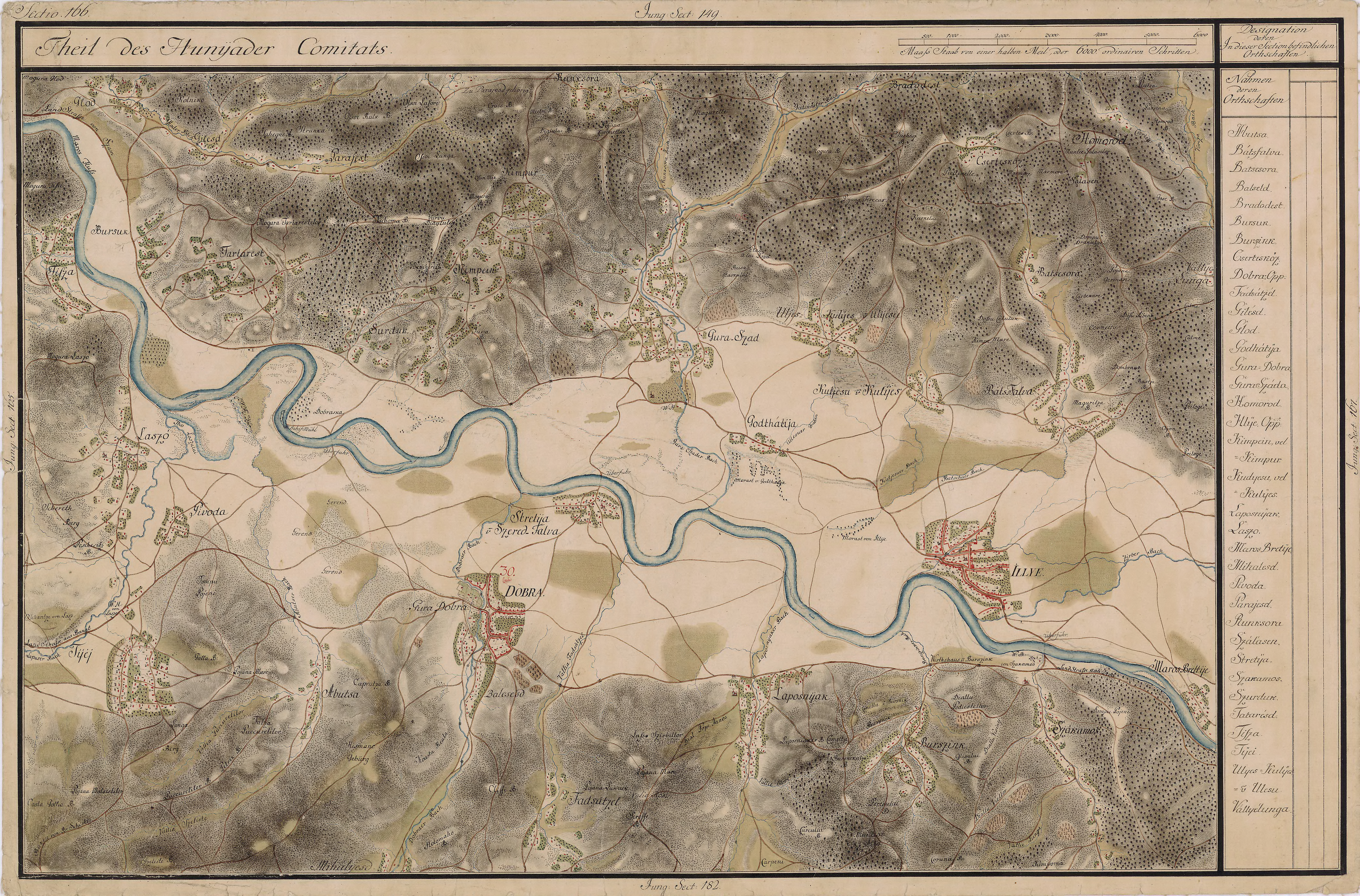

## Nevezetesség
- 18. századi ortodox fatemplom